# 織本匠
織本 匠（おりもと たくみ、1918年 - 2001年）は、日本の構造家・構造設計技術者・構造学者・武蔵野美術大学名誉教授・織本匠構造設計研究所（現：織本構造設計）創立者。
織本姓は義父である織本道三郎に由来する。旧姓は佐伯。

## 来歴
山口県に生まれる。
1942年に東京帝国大学工学部建築学科を卒業した。卒業後は鹿島建設に入社した。
親交のあった芦原義信が中央公論社ビルを設計する際に構造設計を担当した際、独立を企図していた芦原に協力するため独立に踏み切り、1956年に織本匠構造設計研究所（現・織本構造設計）を設立する。一方、1965年に武蔵野美術大学に建築学科の教授に就任し、1970年には主任教授となった 。
1984年に織本匠構造設計研究所の社長を退任し、2年後には武蔵野美術大学建築学科も退職した。

## 主な構造設計作品
- 神奈川大学工学部研究室(1956)
- 番丁アパート(1957)
- 中央公論ビル(1959)
- 日航ホテル(1959)
- ホテル・熱海ガーデン(1961)
- 若松文化体育館(1962)
- 駒沢オリンピック公園体育館・管制塔(1964)
- 武蔵野美術大学アトリエ棟(1964)
- ソニービル(1966)
- モントリオール万博日本館(1967)
- 富士フイルム東京本社ビル(1969)
- 大阪万博オーストラリア館(1969)
- 在日クウェート大使館(1971)
- 第一勧業銀行本店(1981)

## 著書
- 織本匠; 武蔵野美術大学建築学科研究室『架構 : 構造のデザイン』武蔵野美術大学、1987年。